# مدرسة النهضة الدولية سايغون
مدرسة النهضة الدولية سايغون هي مدرسة دولية خاصة تقع في مدينة هو تشي منه، فيتنام.

## الروابط الخارجية
1. ↑  "Real Architecture - Renaissance International School Saigon". Real Architecture. مؤرشف من الأصل في 2019-02-24. اطلع عليه بتاريخ 2011-10-18.

- Official website